# Kiborg
A kiborg (angol: cyborg) szó a kibernetikus organizmus kifejezés rövidítése. Ez biológiai és gépi elemek együttműködését jelenti.
A valóságban azok a biológiai aggyal irányított egyszerű robotok sorolhatók ide, amelyeket állati agysejttenyészetből létrejövő agyszövet vezérel. A fogalom eredetileg a science-fiction műfajból származik, ahol többnyire fejlett, legalább emberi fejlettségű szerkezeteket/lényeket takar. Ezek vagy eredetileg élőlények, akik testére gépi implantátumok kerültek, vagy élő szövetekkel kiegészített gépek. Ahogy a valóságban általában nem tekintjük kiborgnak az idegvezérelt művégtaggal, vagy egyszerűbb implantátumokkal rendelkező embereket, úgy a sci-fi művekben is jellemző, hogy többnyire nagyarányú gépesítés a kritérium az első csoportba tartozáshoz, bár pontos határvonal sem a valóságban, sem a tudományos fantasztikus művekben nincs meghatározva ebben a kategóriában. (például a mesterséges szív, vagy a pacemaker a valóságban, vagy a jól funkcionáló művégtagok a Star Wars-ban milyen mértékű gépesítésnek számítanak).

## A kiborg fogalma
A kiborg kifejezést a kibernetika és az organizmus összevonásával 1960-ban használta Manfred Clynes amikor Clynes Nathen Kline-nal együtt a NASA konferenciájára készített az űrben való munkavégzésről előadást. Ekkor a kor realitásainak megfelelően a mesterséges intelligencia szerepét csak másodlagosnak ítélték, mely az emberi irányítással nem vetekedhet. Ebben egy új szemlélet részletezett, mely szerint az ember és gép egyesítése az űrhajósok túlélését és hatékonyságát szolgálja a világűr ellenséges, ismeretlen környezetében. A NASA 1963-ban adta ki a Kiborg Tanulmányt, melyben felmérték „az elméleti lehetőségét, hogy mesterséges szervekkel, gyógyszerekkel vagy hipotermiával javíthatóak-e a jövő űrutazási lehetőségei. Az önszabályozó ember-gép olyan rendszert biztosítana, mely a robotikus problémákat automatikusan megoldaná, lehetővé téve, hogy az ember szabadon gondolkodhasson, alkothasson, felfedezhessen és érezhessen.”
Az avatar illetve borg olyan biológiai szervezet melynek irányítása egy technikai eszközzel távolról történik. Mindkettő ezáltal egy távoli személy vagy intelligencia (ágens) képviseletét láthat el.
Alapesetben nem kiborgok az androidok és replikánsok – melyek mesterséges intelligenciával vezérelt, de rendeltetése szerint teljesen emberszerű robotok. A biohibrid robot emberi szöveteket is tartalmazhat, ebben a speciális esetben tehát szintén kiborg, így például a többnyire patkányneuronok tenyészetéből és elektronikus alkatrészekből álló központi egységgel vezérelt un. hybotok, vagy a science fiction művekből ismert terminátorok, amennyiben rendelkeznek szövetköpennyel.

### Kiborgok osztályozása
A mesterséges kiegészítők többféle szinten integrálhatóak az emberi szervezetbe, ennek megfelelően osztályokba sorolhatóak.
1. szint: Passzív eszközökkel való csere vagy kiegészítés. Ezek jobbára egyszerűen eltávolíthatóak. Példa a fogtömés, szemüveg, ruházat.
2. szint: Aktív testrészek cseréje vagy kiegészítése. Ezek általában beépítésre vagy rögzítésre kerülnek. Példa a művégtagok, műgége, mechanikusan állítható műkéz
3. szint: Idegrendszeri kapcsolatú csere vagy kiegészítés. Példa a szívritmus-szabályozó, bionikus kar.
4. szint: Idegrendszert kiegészítő eszköz. Példa a vakok agyába ültetett "látás-csip" vagy a vadászpilóták agyhullámokat érzékelő virtualizációs rendszerei.

## Ismert kiborgok science fiction művekből

### Alex Murphy
A Robotzsaru, Robotzsaru 2, és Robotzsaru 3 című filmek főszereplője. Egy kísérlet során biológiai aggyal irányított robotot akartak létrehozni, amelyet a rendőrség szolgálatába akartak állítani. A halott Alex Murphy rendőr agyát használták fel erre a célra. Rákötötték egy szervomotorokkal mozgatott, kifejezetten rendőri bevetésekhez készített humanoid testbe. Az arcát, és az emésztőrendszere egy részét is megtartották, programmal látták el. Mivel az agy rendelkezett Murphy eredeti emlékeivel, Murphy személyisége visszatért, tehát kis kitérővel ugyan, de az lett az eredmény, hogy Alex Murphy szétlőtt testét robot testtel helyettesítették, tehát Murphy lett a kiborg. A programjának egy részét nem tudta akarattal legyőzni, alapvető "ösztönként" megmaradtak benne, mint például, hogy nem árthat az őt kiborgizáló cég alkalmazottainak. Programja létrehoz vizuális állapotjelzőket és segédgrafikát (pl. speciális célkeresztek), amelyek a látott kép előtt jelennek meg. Mozgása kissé lassú és nehézkes egy emberhez képest, de jóval nagyobb erőt tud kifejteni. Páncélzata alatt fegyvereket tart. Csak pépesített élelmiszert tud megemészteni, az első filmben bébiételt fogyaszt.

### Darth Vader
A Csillagok háborúja filmtrilógiában a zsarnoki Galaktikus Birodalom ökle és nagyura. Miután Obi-Wan Kenobi levágja Anakin Skywalker végtagjait, és annak teste a forró talajon összeég, műtéti úton kibernetikus végtagokat kap, és a légzéséhez is beépített gépi segítségre van szüksége. Protézisei lehetővé teszik, hogy emberi erővel és sebességgel mozogjon, új képességekre nem tesz szert velük. Súlyos károsodása miatt élete végéig viselnie kell a testét védő fekete páncélt, és a mesterséges tartozékokat.

### Grievous tábornok

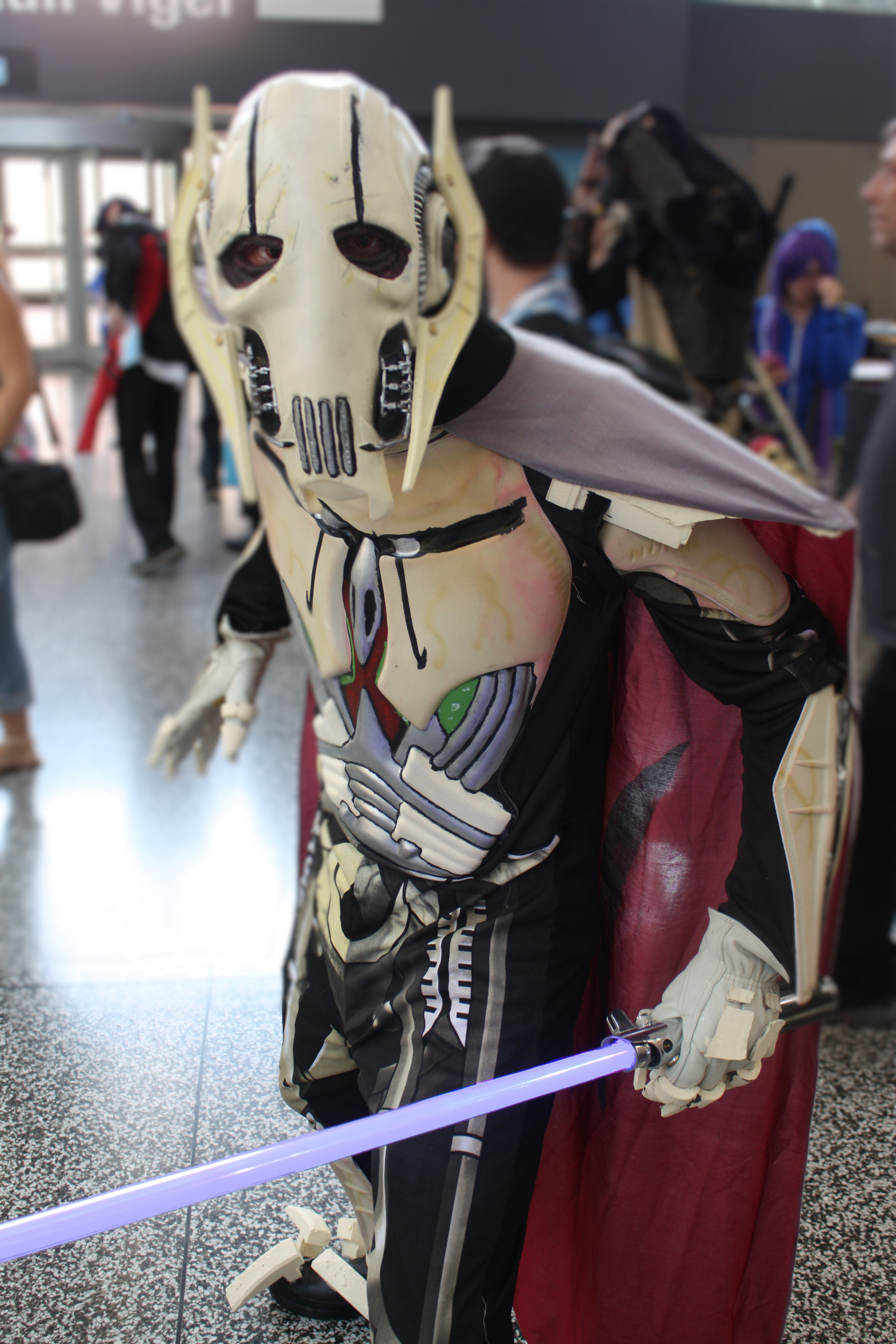
Cosplay-jelmezes Grievous tábornok

A Star Wars-beli, fiktív Kaleesh faj tagja, egy kíméletlen, vérszomjas hadúr. Az idők során egyre többet és többet vesztett hús-vér mivoltából, csaknem egész testét mechanikus, csontvázra cserélve. Ezekre a beavatkozásokra Grievous önmaga "tökéletesítéseként" tekintett. Ezek a kiegészítők lehetőséget adtak többek közt arra, hogy egyszerre 4 fényszablyát forgathasson.
A nem hivatalos háttértörténete szerint egy robbanás következtében súlyosan megsebesült, testének nagy része szétroncsolódott. Folyadékba helyezték, hetekig ebben az állapotban volt. Egészen addig, míg egy kereskedő felkereste azzal, hogy új testet kaphat. Mozogni fog, járni fog, és érző lény marad mindörökre. Grievous beleegyezett a műtétbe. A műtét során titokban belenyúltak az agyába, úgy, hogy ne maradjon benne más érzés, csak a harag és a gyűlölet. Olyan testet kapott, melyben szinte legyőzhetetlen, és négy karral van felszerelve. Ezek lehetővé tették számára azt, hogy másodpercenként akár 20 csapást is véghez tudjon vinni.

### Borg

Egy borg

Star Trek. Egy kollektív tudat által vezérelt kiborg társadalom, amely asszimilálja az útjába kerülő életformákat: erőszakkal belenyúlnak az agyukba, és a kollektív tudatra kapcsolják őket, elvéve személyiségüket, valamint gépi implantátumokra cserélik eredeti szerveiket. Az implantátumok beültetése összetett folyamat, nanotechnika is részt vesz benne: az első implantátumokat mikroszkopikus robotok, és az ezek által felépített alapvető implantátumok jelentik. A Borg egy volt tagjának rehabilitációja mindig nagyon nehéz, gyakran lehetetlen a kollektív tudat pszichológiai hatása miatt.

### Cyberman
A félig ember, félig robot kiborgok réges-régi szereplői a Doctor Who sorozatnak, még az első Doktor találkozott velük (The Tenth Planet, 1967), azóta ellenségek. A Mondas bolygó lakói hozták létre őket úgy egymillió évvel ezelőtt: saját magukat alakították át kiborgokká, miután bolygójuk lakhatatlanná vált. Ezután a Telos bolygóra költöztek. Fennmaradásuk érdekében egyrészt hibernálták magukat, másrészt más humanoid fajokat leigáztak és ugyanolyan kiborgokká alakították őket. Egy másik kiborg vonal a 2006-os sorozatban bukkant fel, ekkor egy párhuzamos világegyetemben (→ Pete világa) hozták őket létre (Lumic- vagy Cybus-féle kiborgok, A kiborgok kora). Hamarosan a null-téren át a Földre jöttek, nyomukban a dalekokkal (Szellemhadsereg, A Végítélet napja, 2006). Főszereplői voltak a 2008-as A másik Doktor történetnek. Több rövid megjelenésük is volt a 11. Doktor idejében. A Torchwood sorozatban is felbukkan egy félig átalakított kiborgnő (Kiborgnő [A halál ölelése], TW 2006)

### T-101
Egy terminátor típus a Terminátor filmekből. Mindegyik filmben megjelenik legalább egy ilyen, Arnold Schwarzenegger alakítja őket – a Megváltás film kivételével. A modell egy emberi borítással ellátott T-800-as humanoid harci robot. A gép robusztus, nagy méretű android, amelyet erős hidraulikus szervomotorok mozgatnak. Fizikai ereje messze meghaladja az emberét, és a huszadik századi fegyverek jó részének ellenáll. Gyári beállítások szerint nem rendelkeznek önálló személyiséggel, így könyörtelen gyilkológépekként használhatók. Bár a processzoruk a biológiai neuronok mintájára készül, a Skynet letiltja azt a funkciót, amely sok szabad gondolkodást engedélyezne a robotoknak. A Terminátor 2-ben szereplő átprogramozott példánynak, miután a gyári tiltást feloldották, hamar kialakul a saját személyisége és érzésvilága.
Biológiai része bőrt, hajat, szőrt, kötőszövetet, és bizonyos mennyiségű izmot tartalmaz. Kinézetre egy izmos, nagy termetű férfi, de a biológiai szövetek csak az "izmok" külső alakját adják, a hidraulika takarásához kellenek, a működés szempontjából nincs szerepük. A robot szemét emberi szemgolyó takarja. Van vérkeringés, de sérülés esetén minimális a vérzés, erre a filmekből nem kapunk magyarázatot. Ugyancsak nem kapunk magyarázatot a biológiai elemek fenntartására, de az újabb filmek megöregedett példányai alapján részleges vagy teljes emésztőrendszer is tartozik hozzájuk (a Terminátor – Sarah Connor krónikái sorozatban szereplő Cameron Phillips kiborg több alkalommal is táplálkozik). A bőr idegrendszere össze van kapcsolva a gépi részekkel, ezért képesek a bőrükkel is érzékelni. A Terminátor 2-ben szereplő 101-es maga mondja el, hogy érzékeli a sérüléseit. A borítást klónozással növesztik a robotokra.
A T-1000, T-X és hasonló modellek nem kiborgok, kizárólag gépi elemeik vannak.

### Cameron Phillips

Cameron Phillips

A Terminátor – Sarah Connor krónikái sorozatban szerepel. Szérián kívüli, egyedi kiborg. A gépi alap egy módosított T-800-as modell: az alapfelépítés azonos, de kisebb méretben, és vékonyabb végtagokkal, kifejezetten egy Allison Young nevű fiatal lány testalkatához igazítva, akiről a borítását is másolták. Szövetei, azon kívül, hogy a 101-esekéhez hasonlóan csekély mértékben véreznek, abban is eltérnek az emberétől, hogy igen gyorsan, és pontosan regenerálódnak: még a mély, vagy szakadt sebek is, emberi gyógyuláshoz képest jóval rövidebb idő alatt, és látható hegesedés nélkül képesek begyógyulni. Rendelkezik saját személyiséggel. Ő biztosan rendelkezik emésztőrendszerrel, mert több alkalommal is eszik a sorozatban. A terminátorok a látott kép előtt állapotjelzőket, kiírt adatokat, és segédgrafikát érzékelnek, amelyet a programjuk jelenít meg. Cameronnak ezek a grafikái különböznek a 101-esekétől, valamint tőlük eltérően a filmben nem vörös szűrőn keresztül mutatják, amit a szereplő lát, hanem normál színekkel. A bőrével kapcsolatban elmondja, hogy érzékeli vele a menetszelet, amikor a kezét vagy a lábát kidugja a mozgó autó ablakán és ez láthatóan szórakoztatja is.

### Dermesztő (Dragon Ball Z)
Miután a Namek bolygón Son Goku visszahárította támadását, s még pluszban maga is rátámadt, az egész alsó teste, a fél koponyája és a fél felsőteste leszakadt róla. Ezért hamarosan az apja, Cold tábornok megkereste, és mechanikus robotalkatrészekkel pótolta ki testének hiányzó darabjait, hogy ismét harcképes legyen, s bosszút álljon vereségéért. Az, hogy ezzel milyen erőssé vált, Trunks váratlan felbukkanása miatt sosem derül ki. A csillagharcos ugyanis végleg meggyilkolja őt, s az apját is.

### Genocyber
Az azonos című manga és anime (OVA) főhőse, illetve főhősei, egyúttal félig-meddig antihősei. A Genocyber megosztó anime, amely rendkívül erőszakos. A címszereplő két telekinetikus és telepatikus képességekkel rendelkező nővér, akik közül az egyik nyomorék és a testét protézisekkel látják el, a másikuk pedig meghal és elméje testvérének agyába kerül. Egyesülésük után képesek egy nagyméretű, humanoid szörnnyé, az un. Genocyberré változni.